# Aeroportul Internațional Chiang Mai
Aeroportul Internațional Chiang Mai (IATA: CNX, ICAO: VTCC) este un aeroport din Suthep⁠(d), Districtul Mueang Chiang Mai, Provincia Chiang Mai, Thailanda ce deservește zona Provincia Chiang Mai. Aeroportul a fost tranzitat în 2022 de 5.459.481 de pasageri. A fost numit după zona deservită.
Situat la o altitudine de 315 m, aeroportul dispune de o singură pistă. Este operat de Airports of Thailand⁠(d).